# Pak Yŏl
Pak Yŏl (koreanisch 박열, japanisch 朴 烈 „Boku Retsu“ gelesen; geboren 12. März 1902 in der koreanischen Provinz Gyeongsangbuk-do; gestorben 17. Januar 1974 in Nordkorea) war ein koreanischer Sozialaktivist.

## Leben und Wirken
Pak Yŏl hieß eigentlich Park Jun-sik (朴 準植). Er brach die Keijō-Oberschule ab und zog 1919 nach Japan. 1921 gründete er den Kuroto-kai (黒濤会) und beteiligte sich an der anarchistischen Bewegung. 1922 lebte er mit seiner Kameradin Kaneko Fumiko  (金子 文子; 1903–1926) zusammen, gründete einen kleinen Kreis namens Futakusha (不逞社) und veröffentlichte Zeitschriften wie „Kuroto“ (黒濤) und „Futei Senjin“ (太い鮮人).
Zum Zeitpunkt des Großen Kantō-Erdbebens im September 1923 wurden er und Fumiko Kaneko in Schutzhaft genommen und vor dem Bezirksgericht Tokio wegen Verstoßes gegen das Polizeigesetz für öffentliche Ordnung und der Sprengstoffkontrollstrafen angeklagt. 1923 wurde gegen sie wegen eines versuchten Attentats auf den Kaiser auf   Hochverrat angeklagt und zum Tode verurteilt. Im April wurde Kaneko aufgrund der Begnadigung zu Beginn der Shōwa-Zeit zu lebenslanger Haft verurteilt, im Juli beging sie jedoch Selbstmord. Während dieser Zeit wurden Fotos der beiden verteilt, als sie zusammen im Raum für die Vorverhandlung saßen. Nationalisten wie Nishida Mitsugi (1901–1937) nutzten sie, um für den Sturz des Kabinetts Wakatsuki zu werben, indem sie behaupteten, die Behörden seien bei ihren Ermittlungen Koreanern gegenüber zu nachlässig gewesen.
Nach Ende des Zweiten Weltkrieges und der Unabhängigkeit Südkoreas, gründete Pak im Januar 1946 die „New Korea Construction Alliance“ (新朝鮮建設同盟) und wurde deren Vorsitzender. Im Oktober desselben Jahres wurde sie in die „Korean Residents in Japan“ (在日本朝鮮居留民団), kurz „Mindan“ (民団) umorganisiert, und er wurde ihr Anführer. 1949 verlor er die Wahl zum Vorsitzenden des Sechsten Nationalkonvents des Mindan, kehrte nach Südkorea zurück und wurde Staatsrat der Regierung Rhee Syng-man. Während des Koreakrieges 1950 wurde er nach Nordkorea verschleppt und fungierte später als stellvertretender Vorsitzender des „Nord-Süd-Komitees“ (南北平和統一) für eine friedliche Vereinigung.